# Вандреад
Вандреад (јап. ヴァンドレッド, Vandoreddo) јапанска је анимирана серија настала у режији Такешија Морија и продукцији студија Gonzo и Media Factory.
Серија се састоји од две сезоне од по 13 епизода. Прва сезона, Вандреад емитовала се 2000, а друга Vandread: The Second Stage 2001. године. Постоје две оригиналне видео анимације које рекапитулирају обе сезоне; Vandread Taidōhen из 2001, и Vandread Gekitōhen из 2002. године.
У Србији, серија се у титлованом облику емитовала на каналу Хепи, 2006-2007. године. Прва сезона емитована је на јапанском, док је друга користила француску синхронизацију. Превод текста радила је Весна Стаменковић.
Аутор серије, Такеши Мори, је непосредно пре стварања анимеа део приче написао у формату лајт романа. Радња је скоро иста као и у серији, с тим да се крај разликује. Први том изашао је три месеца пре емитовања прве сезоне, и цео серијал је подељен на седам томова. Прва три покривају прву сезону, друга три покривају другу, и седми том (Vandread Extra Stage) састоји се од додатних прича и наставка.
Серија такође има мангу која се умногоме разликује од анимеа, и више се фокусира на Хибикија и Диту. Први део манге, који је повезан са првом сезоном, састоји се од 14 поглавља, подељених у два тома. Други део манге, Vandread The Special Stage, објављен је 27. фебруара 2002. године и састоји се од неколико комичних прича.

## Синопсис
У свету Вандреада, људи су колонизовали галаксију. У једном звезвданом систему, мушкарци и жене су непријатељи и живе на различитим планетама.
Мушка флота се спрема да ступи у борбу за женама. Хибики Токај, који се ушуњао на брод како би украо једног робота, не успева да се искрца на време. Брод нападају свемирске гусарке и сви мушкарци сем Хибикија, Дуела и Барта напуштају флоту. Не желећи да брод падне у женске руке, мушкарци га нападају ракетом. Паксис прагма, тајанствено језгро брода, уништава ракету и ствара црвоточину. Брод завршава на другом делу галаксије и то спојен са гусарским бродом, стварајући потпуно другу машину пуну проблема и нових способности. 